# 清华大学社会科学学院
清华大学社会科学学院是清华大学的下属学院，成立于2012年10月27日，清华大学的社会科学学科可以追溯到20世纪20年代，从20世纪20年代至1952年的院系调整期间，清华大学的社会科学学科取得了比较重要成果。1978年之后，清华大学的社会科学学科相继重建，1993年，清华大学组建了人文社会科学学院，2012年10月，人文社会科学学院被分解为人文学院和社会科学学院。社会科学学院正式成立。

## 历史
社会学系、政治学系、心理学系均成立于1926年，国际关系学系的前身则是1997年成立的国家问题研究所，经济学研究所来自于1926年成立的经济学系，科学技术与社会研究所来自于1978年成立的自然辩证法教研组（室）和1985年成立的科学技术与社会研究室。
1952年，全国高校院系调整，文科类院系全部被转入北京大学等高校。1993年12月，清华大学成立了人文社会科学学院。2006年6月9日，清华大学2005—2006学年度第21次校务会议讨论通过决定，人文社会科学学院简称由“人文学院”更改为“人文社科学院”。
2012年10月，人文社会科学学院被分解为人文学院和社会科学学院。社会科学学院正式成立。

## 概况
社会科学学院涵括了社会科学的基础学科，构成了比较完整的社会科学学科体系。

## 机构
清华大学社会科学学院目前有4个系与1个研究所和近20个跨学科非实体研究机构。

### 社会学系
社会学系创建于1926年，在1952年的院系调整中被调出，2000年，社会学系重建。

### 政治学系
政治学系创建于1926年，在1952年的院系调整中被调出，参与组建北京政法学院，2000年5月，政治学系重新建立。

### 国际关系学系
国际关系学系的前身是清华大学于1997年成立的国际问题研究所，2007年12月，国际关系学系建立。经2007—2008学年度第7次校务会议讨论，决定成立清华大学人文社会科学学院国际关系学系，简称国关系，英文名称Department of International Relations，School of Humanities and Social Sciences，Tsinghua University，英文缩写IR。2012年10月，人文社会科学学院被分解为人文学院和社会科学学院。国际关系学系隶属于社会科学学院。

### 心理学系
心理学系的前身是清华大学于1926年成立的教育心理学系，教育心理学系于1928年更名为心理学系，心理学系在1952年的院系调整中被调至北京大学。2008年5月，清华大学心理学系复建。

### 经济学研究所
1926年，清华大学成立法学院，创建经济系。1952年的院系调整中被调入其他学校，部分经济系师生留在新民主主义教研室，1953年，清华大学成立了政治经济学教研室，1993年，政治经济学教研室成为人文社会科学学院的一部分，并更名为经济学研究所，2012年10月，人文社会科学学院被分解为人文学院和社会科学学院。经济学研究所隶属于社会科学学院。

### 跨学科非实体研究机构
社会科学学院设有当代国际关系研究院、当代中国研究中心、日本研究中心、科学与社会协同发展研究中心、华商研究中心等近20个跨学科非实体研究机构。

## 历任院长
- 李强（2012年-2017年）
- 彭凯平（2017年-）

## 知名校友
- 陈达
- 吴景超
- 潘光旦
- 费孝通
- 钱端升
- 萧公权
- 张奚若
- 唐钺
- 孙国华
- 周先庚
- 沈履
- 陈立